# Belmonte Mezzagno
Belmonte Mezzagno é uma comuna italiana da região da Sicília, cidade metropolitana de Palermo, com cerca de 10.305 habitantes. Estende-se por uma área de 29 km², tendo uma densidade populacional de 355 hab/km². Faz fronteira com Altofonte, Misilmeri, Palermo, Santa Cristina Gela.

## Demografia
| Variação demográfica do município entre 1861 e 2011                               |
|                                                                                   |
| Fonte: Istituto Nazionale di Statistica (ISTAT) - Elaboração gráfica da Wikipedia |